# Michel Louis Étienne Regnaud de Saint-Jean d’Angély

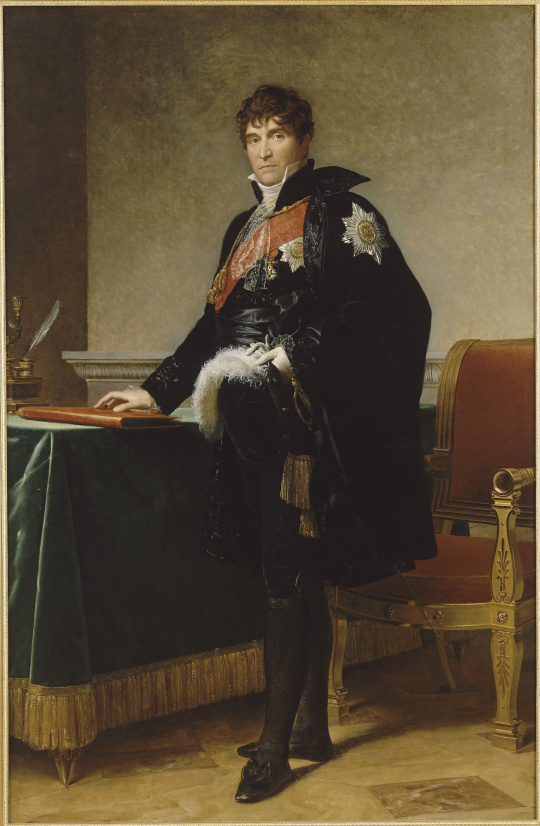
Michel Regnaud de Saint-Jean d’Angély von François Gérard (1808).

Michel Louis Étienne Regnaud de Saint-Jean d’Angély (* 3. November 1760, andere Quellen sprechen vom 9. November 1760, 3. Dezember 1760 und vom 3. Dezember 1761 in Saint-Fargeau; † 11. März 1819 in Paris) war ein französischer Politiker und Jurist sowie Ratsmitglied und Staatsminister im Französischen Kaiserreich. Zudem war er Reichsgraf und von 1803 bis 1816 Mitglied der Académie française.

## Leben
Regnaud de Saint-Jean d’Angély war Rechtsanwalt und Leutnant des Marinestützpunktes von Rochefort. Mit dem Ausbruch der Französischen Revolution im Jahr 1789 wurde er zum Stellvertreter des Generalstandes des dritten Standes in der Sénéchaussée von Saint-Jean-d’Angély ernannt.
Seine Wortgewandtheit machte ihn zu einer wichtigen Person in der französischen Nationalversammlung, die die Aufgabe hatte, die erste Verfassung für Frankreich zu entwickeln. So war er zum Beispiel maßgeblich daran beteiligt, dass die sterblichen Überreste Voltaires vom Kloster Sellières in das Panthéon in Paris überführt wurden.

### Konflikte mit Radikalen
Regnaud de Saint-Jean d’Angély sprach sich in den Zeitschriften Journal de Paris und L’Ami des Patriotes gegen die Todesstrafe aus, die für den abgesetzten König Ludwig XVI. vorgesehen war. Dies sorgte für Konflikte mit den Radikalen, die den Tod des ehemaligen Königs forderten.
Nach dem Tuileriensturm am 10. August 1792 wurde er verhaftet, es gelang ihm jedoch zu entkommen und er erhielt während des Thermidoraufstandes, der zum Fall von Maximilien de Robespierre führte, die Leitung über das Militärkrankenhaus in Paris. Am 9. November 1799 nahm er am Staatsstreich von Napoleon Bonaparte teil, der für das Ende der Französischen Revolution sorgte.

### Französisches Kaiserreich und späteres Leben
In der Regierungszeit Napoleon Bonapartes wurde Regnaud de Saint-Jean d’Angély Staatsrat, Abteilungsleiter des Conseil d’État, Mitglied der Académie française sowie Generalstaatsanwalt des französischen obersten Gerichtshofes. Er wurde im Jahr 1808 in den Adelsstand erhoben und zum Grafen Regnaud de Saint-Jean d’Angély ernannt.
Nachdem Napoleon abgesetzt worden war, wurde er entlassen, kehrte jedoch nach Napoleons erneuter Regierungsübernahme in den Dienst zurück. Nach der verlorenen Schlacht bei Waterloo überredete er Napoleon zur Abdankung. Anschließend wurde auch er aus Frankreich verbannt. Er erhielt später die Erlaubnis nach Frankreich zurückzukehren. Regnaud de Saint-Jean d’Angély verstarb jedoch am Tag seiner Ankunft in Frankreich. Seine angeblichen Memoiren Les Souvenirs du Comte Regnault de St Jean d’Angély erwiesen sich als Fälschung.

## Familie
Regnaud de Saint-Jean d’Angély heiratete am 3. September 1795 Françoise-Augustine-Éléonore, genannt „Laure“, Guesnon de Bonneuil (1776–1857). Sie hatten keine gemeinsamen Kinder. Sein Sohn: Auguste Regnaud de Saint-Jean d’Angely, der Marschall von Frankreich wurde, entstammte der Ehe mit Louise Augustine Chenié (1770–1794), die er  1793 geheiratet hatte.

## Schriften (Auswahl)
- Mit L. Jouanneau, C. Jouanneau, Solon Jouanneau, Jean-Baptiste Delaporte: Discussions du Code Civil dans le Conseil d’État. Demonville, Paris 1805–1808, OCLC 68750672.
- Rede des Staatsministers Grafen Regnaud von St. Angely, die Bewegungsgründe des Senatsbeschlusses, der 350.000 Mann zur Disposition des Kriegsministers stellt, betreffend: mit Anmerkungen und Erläuterungen. Ohne Verlag, ohne Ort 1813, OCLC 311794018.
- Rede welche der Graf Regnaud de St. Jean d’Angeli in der Sitzung der gesetzgebenden Versammlung am 21sten December 1813 gehalten: Nachhall der Rede welche Napoleon am 19. Dec. 1813 in der gesetzgebenden Versammlung gehalten; mit Anmerkungen begleitet. Druckerei der gesetzgebenden Versammlung, Paris 1814, OCLC 166128085. (online)